# 在無神世界裡進行傳教活動
《在無神世界裡進行傳教活動》是朱白葵（朱白あおい）原作，半月板損傷作畫的日本漫畫作品，於2019年6月號開始在《月刊Hero's》連載。
於2022年4月發表動畫化。電視動畫於2023年4月首播。

## 故事簡介
邪教「神地崇教」教團教主卜部聰一郎的親兒子卜部征人在進行名為「產靈之儀」的傳位儀式不合理訓練時因喪命而轉生到了異世界。然而，在這個沒有魔法與神話的世界裡，卻存在著一條「收到命令的人必須按照指示自我了斷」的不合理的規定。
為了向訂下這條規定的皇都反抗，征人前世教團所信仰的神「御靈」在聽到他的召喚後得到形體降臨，不過跟神力最具直接關係的信仰人數竟然是 0！於是征人只好一步一腳印，打著神的名號召集信徒，幫助她增強力量，努力在這個世界上活下去。

## 登場人物
卜部征人（聲：榎木淳彌）
本作男主角，「神地崇教」教主卜部聰一朗的親兒子，從小因父親是邪教教主而一直遭受到社會上各種的無情對待，因教團讓他以亂來的「產靈之儀」的傳位儀式不合理訓練而溺水喪命並轉生到了異世界。
本身雖然對「神」或「宗教」的事感到頭痛，但轉生後卻要為御靈募集信徒。
被御靈視為自己最寶貝的人，待他如待親兒子，每次都會對他進行又抱又親的親暱行為。
他也是阿爾拉爾的暗戀對象，他在主動找阿爾拉爾聊天後阿爾拉爾就對他有強烈的好感並喜歡上他，也因此對御靈有強烈的敵意，深怕御靈會搶走他。
本應在阿爾拉爾執行「收到命令的人必須按照指示自我了斷」的儀式中拼死相救時與她一起被殺而二次死亡，經御靈治癒後復活。
為了對抗帝國與拯救村民而創立邪教「救世御靈教」並擔任教團最高營運指導員兼最高決策管理者，但常要在御靈傳教演說出包時幫她擦屁股，這也讓他對御靈的演說功力完全不抱任何期待。
在被謝爾莉爾安慰時突然想起父親的提點並仔細思索，突然靈光一閃想起若要成立一個大教團不需要那麼複雜，若要增加信徒就連同地盤也一起搶過來，因為奇蹟是靠武力創造的，後來就發明了許多電子機具，頓時讓前來執行滅村行動的阿塔爾見到後嚇得不敢再往前邁進了。
在與阿塔爾交手過後成功在御靈與洛基的幫助下戰勝，後將她納入麾下並讓她成為教團中的第二位神。
在與荼吉尼交手過後成功在御靈、阿塔爾與莉修的幫助下戰勝，後將她納入麾下並與她達成合作協議。
為聚集更多信徒凝聚向心力與成功戰勝洛基於是創立御靈聖教歌隊並擔任製作人。
在最終之戰中戰勝蓋亞，並將她納入麾下。
御靈（聲：鬼頭明里）
本作第一女主角，征人前世「神地崇教」教團信仰的神明大人，雖然看起來像個小孩，但姑且是個神……？
把征人視為自己最寶貝的人，待他如待親兒子，每次都會對他進行又抱又親的親暱行為，這讓喜歡征人的阿爾拉爾看了都吃醋，也因此將她視為情敵。
在征人轉生異世界後為救阿爾拉爾與謝爾莉爾於彌留之際透過他手上的勾玉召喚現身，於見到殺死征人的帝國軍時狂暴化將他們以丟進「比死還恐怖的深淵」殺死後治癒並復活征人、阿爾拉爾與謝爾莉爾。
現為幫征人對抗帝國與拯救村民而成為邪教「救世御靈教」教團唯一的神國之常世御靈大御神（簡稱御靈），但常在傳教演說時出包讓征人對她完全不抱任何期待，在初期無法招募到信徒時心情低落到稱自己雜魚神與無能神。
阿塔爾出現時雖與她打得難分高低，但還是成功戰勝並救回貝爾托蘭，於戰勝阿塔爾後阿塔爾被征人納入麾下並成為教團中的第二位神，因此導致她一直很不滿並會一直碎念她。
戰勝荼吉尼後她在征人與莉修的幫助下成功將她的信徒納為己有。
蓋亞加入後因她是蘿莉樣貌而會一直黏著她，讓她一直不得不躲到征人身後。

### 隔離村莊
阿爾拉爾（聲：花澤香菜）
本作第二女主角，謝爾莉爾的妹妹，自助餐廳「Arushiru」的服務生，征人轉生後第一位碰到的女生。
征人轉生後被她用「特別的方式」救醒並表示願意全心全意服侍到征人傷癒為止，因征人是第一個會主動找自己聊天的村外人而對他有強烈的好感並於後來喜歡上他，也因此她對御靈有強烈的敵意，深怕御靈會搶走征人，且只要這段戀情有個風吹草動都會讓她心情大受影響。
在與姊姊執行「收到命令的人必須按照指示自我了斷」的儀式時遇征人前來拼死相救，但兩人雙雙被帝國軍所殺，經御靈治癒後復活，但醒來後看到御靈在對征人進行又抱又親的親暱行為時吃醋了。
見到御靈成功復活寵物狐狸吉爾吉爾的神蹟後加入邪教「救世御靈教」。
在御靈使用能力後得到一輛豐田Dyna輕型貨車並一學就上手如何駕駛。
謝爾莉爾（聲：上坂堇）
阿爾拉爾的姊姊，是個嗜酒如命的酒鬼，卻也是村里為數不多的有常識的人，意志相當堅強，心地也很善良，把征人當親弟弟一樣寵愛，與姊妹們一起經營自助餐廳「Arushiru」。
在與妹妹執行「收到命令的人必須按照指示自我了斷」的儀式時被帝國軍處以絞刑，經御靈治癒後復活。
見到御靈成功復活寵物狐狸吉爾吉爾的神蹟後加入邪教「救世御靈教」。
羅伊（聲：藤澤獎）
征人在探險隊的朋友，對自己的慾望相當誠實，並採取暴露自己別有用心的態度和行動，有著強烈的妄想癖好，卻又是讓人討厭不起來的色狼。
在征人發現他被打到鼻青臉腫時他才透漏他們所住的村莊村民們都優先執行「收到命令的人必須按照指示自我了斷」的儀式且阿爾拉爾姊妹已要執行，讓征人緊急搭庫連的馬車前往拼死營救兩姊妹。
在看到御靈後對她一見鍾情並求婚，但只被回別碰我真骯髒，讓他直接得到新癖好受虐癖，頓時讓眾人感到及其噁心與啞口無言。
因愛上御靈而成為邪教「救世御靈教」教團首位信徒並擔任廣域布教傳道推進局執行委員長，後來更變成她的奴隸。
庫連/洛基（聲：緒方惠美）
征人在探險隊的朋友，是一個很帥的農民，也是很了解帝都的人之一。
真實身份為帝國執政官之一的洛基，會離開帝都是因為了觀察村莊，也是因自身非常反對「收到命令的人必須按照指示自我了斷」的儀式，認為遵守秩序的人類比蟲子還不如，就連要死了也不怕很噁心，所以她很喜歡村莊存著這些超脫規則之人。
在阿爾拉爾姊妹要執行「收到命令的人必須按照指示自我了斷」的儀式時緊急用馬車帶征人前往刑場拼死營救兩姊妹。
在邪教「救世御靈教」教團中擔任傳教士，也會幫忙執行提供諮詢等工作。
其實於征人出現後洛基就立刻看上了他，但這個看上有兩層意涵，一是認可他，二則是愛上他，因洛基其實是征人的內定妻子。
擁有製造幻覺與變換男女性別的能力，只有御靈從一開始就沒被騙知道她是女人，這件事讓她第一次對神的能力感到恐懼，也可讓敵人的攻擊瞬間無效並控制一切，更可使用信仰之力，但因是偽神所以只能使用真的洛基神與伊西斯神的一部分力量，因為終究還是冒牌貨。
為了幫征人爭取拯救村莊的時間於是在阿塔爾準備執行滅村行動時連續三番兩次出現在她面前給她增加驅逐外獸的任務，也開始讓她懷疑洛基是否是在刻意刁難自己。
於阿塔爾出現時出面解決滅村危機並透漏真實身份，表示願助征人與御靈對抗帝國，但後來被御靈發覺坐於皇座的是具屍體，洛基才表示其實這個國家早已沒了皇帝且他也已身亡，後來一直都是他構築出的房間所配備的機器統治著帝國，儘管長年以來她一直管理這個房間，但她還是不清楚原理，只不過機器徹底分析了帝國中出現的所有現象。
建議荼吉尼、莉修與蓋亞和自己一起成為新的神明後得到同意並一起密謀毀掉帝國再上位成為真正的神明。
她回到帝都皇宮後原本因皇帝過世而帝都喪失秩序的人民們又開始了有秩序的生活。
雖她在表面上裝的很傲嬌，但其實內心非常害怕征人離棄自己。
最終提供一部分的信徒給御靈，讓她成功戰勝蓋亞，後對征人間接告白，她表示：「我可沒小看你，我比任何人都更認可你的實力，最能理解你的人是我。」

### 帝國
皇帝（聲：興津和幸）
帝國皇帝，使用一切高壓政策來命令下屬執政官消除帝國人民的各種感情和神明信仰，將不服從者放逐邊境村莊，並通過「收到命令的人必須按照指示自我了斷」的儀式來達到控制人口數量而造成無情的恐怖統治的罪魁禍首，但實際上很久以前就已故並成為屍體，一切指令都是皇帝構築出的房間所配備的機器支配著帝國，後被御靈識破並直接將機器摧毀。
貝爾托蘭（聲：諏訪部順一（男）、富田美憂（女））
隸屬於帝國軍的男性騎士之一，為帝國軍第六騎士團的騎士長。
在對阿爾拉爾與謝爾莉爾執行「收到命令的人必須按照指示自我了斷」的儀式時被征人所召喚出的御靈以丟進「比死還恐怖的深淵」的方式殺死，之後因阿爾拉爾懇託下而被御靈復活，但變成了女性，讓她氣得直接叫御靈殺了她吧！
由於回到帝都時遭拒於門外，才知道自己被帝國拋棄了！但事實為帝都內的人根本認不出她是誰，後在征人的勸說下回到村莊並擔任邪教「救世御靈教」教團的修道騎士。
加入教團後常被阿爾拉爾姊妹當作換裝娃娃，所以身著的衣服常不固定。
在阿塔爾出現時到村莊的森林中拖住她的行動，但最後還是輸給她，她更表示要幫他找到性別改變的原因，可隨後就被完全沒見過的電子機具嚇得不敢再往前邁進了，後被征人與御靈救回。
後來回到帝都監控洛基的一舉一動，本想以守門為代價來試圖問出她的目的，然而不論怎麼追問都會被她打回來，導致最終什麼都沒問出來，在征人與邪教「救世御靈教」教團的基本成員到達帝都時出現，於發完牢騷後與他們一起回到村莊。
對音樂非常不行，在征人訓練主要村民們彈奏音樂時用貝斯彈奏出了強烈的噪音。
對征人懷有一定的喜歡情愫，但只止於崇敬。
阿塔爾（聲：悠木碧）
帝國最強大的力量與執政官之一，擁有與御靈匹敵的恐怖力量，但在精神上卻與正常的孩子無異，喜歡吃冰品類的食物。
可使用信仰之力，但因是偽神所以只能使用真的阿塔爾神的一部分力量，因為終究還是冒牌貨。
在準備執行滅村行動時洛基為了幫征人爭取拯救村莊的時間於是連續三番兩次出現在她面前給她增加驅逐外獸的任務，也開始讓她懷疑洛基是否是在刻意刁難自己。
在到村莊的森林時被貝爾托蘭拖住行動，最終還是成功進入村莊，但頓時被眼前出現的電子機具嚇得不敢再往前邁進了，後與御靈打得難分高低，卻也因此受重傷。
擁有強大的攻擊能力，可讓敵人從她的眼前消失。
她是最後被創造出的執政官，其他執政官都有不滿皇帝與議會的理由，她一直相信著皇帝與議會是真實存在的，因為其他執政官都沒告訴她皇帝早已身亡的訊息，當聽見洛基將一切帝國的真相說出來後她的世界觀當場崩壞並陷入瘋狂。
在征人安慰她並表示願意幫忙後加入邪教「救世御靈教」成為教團的第二位神，教團也因此改為二神制，但這讓御靈非常無法接受，所以時常會像母親一樣唸她。
成為教團的第二位神後時常與征人進行猶如父女之間的互動，因此讓阿爾拉爾十分吃醋與無法接受，甚至開始懷疑他真的是蘿莉控。
她是教團的戰力天花板，專為教團執行戰鬥與驅逐外獸的任務，因此信徒總是比御靈多，這也導致御靈每次看到後都會一直大哭大鬧，但也因並無救援與守護人的能力而時常遭御靈調侃。
在要幫蓋亞觀察傷勢時因外表為蘿莉而被是正太與蘿莉控的蓋亞衝到面前強吻，導致她當場昏厥過去，這是她第一次在有戒備的情況下發生這種事。
荼吉尼（聲：高橋李依）
邪教「荼吉尼教」教團的尊神，帝國最強大的力量與執政官之一，外表是金髮雙馬尾黑辣妹造型，性格開朗、說話與做事都比較隨便，座右銘是「只要我願意，我就可以做。」
剛創教時信徒破萬，但還是習慣親自接見新成員，結果導致自己一天只能睡兩小時，在決定可否讓新成員加入教團時都很隨便決定，全都是批准，因教團最重視的就是隨心所欲，但隨後男女信徒就會有如喝了春藥一樣開始做出情愛之事，所以「荼吉尼教」教團可謂是個溷穢教團。
可使用信仰之力，但因是偽神所以只能使用真的荼吉尼神（聲：進藤尚美）的一部分力量，因為終究還是冒牌貨。
本身能力是讓男女發生情愛之事並進行生育來讓帝國增加人口，卻因皇帝與議會決定以人工生殖管理人民遭下令讓人民忘卻情愛之事，導致帝國不只人口減少，人民也失去繁殖能力，而荼吉尼寫的黃書也遭列為禁書，這讓她開始對生活不抱期待。
原育有一名知曉情色的女童托卡（聲：長繩麻理亞），雙方雖不認識但荼吉尼卻對她視如己出，於一次執行「收到命令的人必須按照指示自我了斷」的儀式時荼吉尼暗中將她救出並把她改送至隔離村莊居住，卻於多年後的某天遭村民殺害，因村民們害怕托卡與別人做出情愛之事生下孩子，因對這個以人工生殖管理人民的國家而言，他們已許久未經歷自然生育，因此不論是自然生育孩子還是生育孩子的父母，都會被視為憎惡的存在，此事件後荼吉尼的性格大變並決定讓人民恢復原狀，且要打造一個人民可普通談戀愛、與愛人共組家庭及生育孩子的隨心所欲的世界，為此她願用盡一切手段，但她不知道的是其實當時托卡已生下並育有一名孩子，而這個孩子就是莉修。
在被邪教「救世御靈教」教團打敗後人身自由與教團都被假意協助的莉修控制著。
在仇恨解開後與征人簽訂合作協議書，答應為他照顧與搶奪蓋亞的信徒。
莉修（聲：小松未可子）
邪教「荼吉尼教」教團的領袖，被稱為邪教第一花痴，她以豐富的知識引導著眾多的信徒，荼吉尼非常信任她，但實際上時常提供錯誤資訊給信徒們，也很常對男信徒進行非分的性幻想後並失禁，因此很多男人覺得她很噁心。
暗藏反抗之志，在征人等人到來與發現御靈也是神時趕緊向他們請求幫忙摧毀「荼吉尼教」教團，最終遭荼吉尼發現。
母親名為托卡，於小時候偶然遇見荼吉尼，後來荼吉尼開始照顧她並對她視如己出，於一次執行「收到命令的人必須按照指示自我了斷」的儀式時荼吉尼暗中將她救出並把她改送至隔離村莊居住，卻於多年後的某天遭村民殺害，因村民們害怕托卡與別人做出情愛之事生下孩子，因對這個以人工生殖管理人民的國家而言，他們已許久未經歷自然生育，因此不論是自然生育孩子還是生育孩子的父母，都會被視為憎惡的存在，此事件後荼吉尼的性格大變並決定讓人民恢復原狀，且要打造一個人民可普通談戀愛、與愛人共組家庭及生育孩子的隨心所欲的世界，為此她願用盡一切手段，但她不知道的是其實當時托卡已生下並育有莉修。
叛變後加入邪教「救世御靈教」教團並假意協助荼吉尼，但實際上是在控制著她的人身自由與教團。
蓋亞（聲：小清水亞美）
帝國最強大的力量與執政官之一，擁有驚人可操縱外界野獸的能力，但由於信徒較少而難以控制兇猛外獸，容易招致狂暴化並使牠們攻擊自己，導致於戰鬥時可能還需要敵人救自己，因此遭洛基蔑稱為雜魚神。
可使用信仰之力，但因是偽神所以只能使用真的蓋亞神的一部分力量，因為終究還是冒牌貨。
也可使用體術戰鬥，在這方面她的戰鬥能力並不遜色於征人。
在出現後為測試邪教「救世御靈教」教團中兩位神的能力因而控制一群外獸去攻擊教團，但外獸基本都被阿塔爾殲滅，成員也都成功被御靈保護，因難以控制兇猛外獸而遭到攻擊與不小心使牠們毀滅征人的村莊，在被羅伊救回並要提供醫療時差點被征人視為恐怖的存在並要將她殺害，經審問後她才表示會發生這些事真的非她所願，是因她的信徒趨近於零才會發生這種意外狀況。
可任意創造新生命，但只能創造一個，因這樣已是自身力量的極限。
為了打敗洛基因而加入邪教「救世御靈教」教團，但因是正太控與羅莉控而時常黏著御靈，導致御靈很害怕她黏在自己身旁因而時常躲到征人的身後。
收養了五個孩子，分別為錫安、凱、肯、拉與優希，他們也都尊稱蓋亞為「媽媽」。
有受虐癖，身形為蘿莉樣貌是假象，原身形其實為御姊樣貌，能力也非常巨大並控制著巨大的多頭型恐怖外獸「堤豐」，可召牠來毀滅不俗之物，而對人也是毫無懸念隨意就可拋棄。
與征人有著類似的過去，曾遭獻祭與刻紋，後將執行儀式的母親與部落全部毀掉並開始擔任帝國執行官，對信仰與宗教非常反感。
在戰敗後答應征人要幫助他發展與壯大「救世御靈教」，也從此時開始喜歡上征人。

### 現代世界
卜部聰一朗（聲：速水獎）
邪教「神地崇教」教團的創始人，被稱為無所不知、無所不能，將最強的御靈奉為本教神明大人。
是親自將親兒子征人送去接受名為「產靈之儀」的傳位儀式不合理訓練的人。

## 出版書籍
| 卷數 | Hero's         | Hero's                 | 東立出版社    | 東立出版社             |
| 卷數 | 發售日期       | ISBN                   | 發售日期      | ISBN                   |
| ---- | -------------- | ---------------------- | ------------- | ---------------------- |
| 1    | 2020年2月5日   | ISBN 978-4-86468-701-0 | 2023年4月20日 | ISBN 978-626-360-531-2 |
| 2    | 2020年7月4日   | ISBN 978-4-86468-730-0 | 2024年4月15日 | ISBN 978-626-02-0430-3 |
| 3    | 2021年1月29日  | ISBN 978-4-86468-778-2 |               |                        |
| 4    | 2021年9月29日  | ISBN 978-4-86468-833-8 |               |                        |
| 5    | 2022年4月27日  | ISBN 978-4-86468-880-2 |               |                        |
| 6    | 2022年11月29日 | ISBN 978-4-86468-140-7 |               |                        |
| 7    | 2023年5月29日  | ISBN 978-4-86468-171-1 |               |                        |
| 8    | 2023年12月27日 | ISBN 978-4-86468-215-2 |               |                        |
| 9    | 2024年6月28日  | ISBN 978-4-86468-261-9 |               |                        |
| 10   | 2024年12月26日 | ISBN 978-4-86805-027-8 |               |                        |
| 11   | 2025年6月30日  | ISBN 978-4-86805-076-6 |               |                        |

## 電視動畫

### 製作人員
- 原作：朱白葵（朱白あおい）
- 作畫：半月板損傷
- 導演：稻葉友紀
- 監修：末田宜史
- 系列構成：朱白葵
- 角色設計：吉川佳織
- 動畫製作：studio palette[3]

### 主題曲
片頭曲「I wish」
主唱：来栖凛
作词、作曲：Junxix.，编曲：kazuboy.
第1话用作片尾曲，第5、6、9話用作插曲
片尾曲「Steppin' Up Life!」
主唱：御灵（鬼头明里）
作詞：Grace Tone, Funk Uchino
作曲：Funk Uchino, Toshiya Hosokawa, SILLY TEMBA
編曲：Toshiya Hosokawa, SILLY TEMBA
第1话未使用，第4、6話用作插曲
插曲「TOGETHER!!」（第9話）
歌：御靈（鬼頭明里）
作詞：Grace Tone, nozomi*, SILLY TEMBA
作曲：Toshiya Hosokawa, nozomi*, Funk Uchino, SILLY TEMBA
編曲：Toshiya Hosokawa, SILLY TEMBA
插曲「救世御霊教歌」（第10話）
歌：阿爾拉爾（花澤香菜）
作詞：nozomi*, Funk Uchino
作曲：MAMUSHI, Funk Uchino
編曲：MAMUSHI

### 各話列表
| 話數   | 日文標題 | 中文標題                                                          | 腳本     | 分鏡                                  | 演出               | 作畫監督                                                                 | 總作畫監督 | 首播日期      |
| ------ | -------- | ----------------------------------------------------------------- | -------- | ------------------------------------- | ------------------ | ------------------------------------------------------------------------ | ---------- | ------------- |
| 第1話  |          | 御魂神在上 恕我斗膽 懇請您祓禊禍事 淨化罪穢 宇迦之御魂神 恕我斗膽 | 江崎大兄 | 稻叶友纪                              | 稻叶友纪           | 迫江沙罗、八木元喜 吉田肇、松下纯子 津熊健德、外山陽介 楊彤諍、黃華      | 吉川佳织   | 2023年 4月5日 |
| 第2話  |          | 誠惶誠恐呼喚 御靈大御神 恳请賜予奇妙恩惠...                       | 赤尾凸   | 松本悠生                              | 松本悠生           | 川本由記子、森悅史 加藤明日美、池津壽惠 渡部桂太、吉岡敏幸 、            | 吉川佳织   | 4月12日       |
| 第3話  |          | 誠惶誠恐呼喚 御靈大御神 身居至大天球之主宰 無上莊嚴...            | 江崎大兄 | 山崎立士                              | 山崎立士           | 清水博幸、 永田有香、兵頭敬 有馬次呂、金正男 王振業、吳耀 李品華、孫振興 | 吉川佳织   | 4月19日       |
| 第4話  |          | 御靈大神 恕我斗膽 以現世之律 祓禊萬千禍事...                      | 江崎大兄 | 末田宜史、稻叶友纪                    | 基仁志             | 川本由記子、迫江沙羅、森悅史 八木元喜、吉田肇、                          | 吉川佳织   | 4月26日       |
| 第5話  |          | 御靈大神 恕我斗膽 懇請您創造萬物之靈...                           | 赤尾凸   | 前田基匡、稻叶友纪                    | 稻葉友紀、基仁志   | 楊彤諍、周婧、黃華 柳昇希、朴在石、姜美愛、李官雨                        | 吉川佳织   | 5月3日        |
| 第6話  |          | 御靈大神 恕我斗膽…                                                | 朱白葵   | 前田基匡、西田正义 井上步美、稻叶友纪 | 稻葉友紀、基仁志   | 吉川佳织、 川本由记子、迫江沙罗                                          | 吉川佳织   | 5月10日       |
| 第7話  |          | 誠惶誠恐呼喚 御靈大御神 隨元津御心                                | 江崎大兄 | 山崎立士                              | 山崎立士           | 永田有香、松下纯子 川本由记子、清水博幸 李品华、孙振兴                   | 吉川佳织   | 5月17日       |
| 第8話  |          | 誠惶誠恐呼喚 御靈大御神 懇請您保佑吾免於禍事                      | 赤尾凸   | 西田正义、稻叶友纪                    | 松本悠生、稻叶友纪 | 吉田肇、、金庆镐 朴在石、李敬顺、李官雨                                  | 吉川佳织   | 5月31日       |
| 第9話  |          | 誠惶誠恐呼喚 御靈大…                                              | 江崎大兄 | 山崎立士                              | 稻叶友纪、基仁志   | 杨彤诤、周婧、黄华 金庆镐、朴在石、李敬顺、李官雨                        | 吉川佳织   | 6月7日        |
| 第10話 |          | 誠惶誠恐呼喚 御靈…                                                | 赤尾凸   | 桧垣贤一、稻叶友纪                    | 桧垣贤一、稻叶友纪 | 杨彤琤、周婧、黄华                                                       | 吉川佳织   | 6月14日       |
| 第11話 |          | 誠惶誠恐呼喚 御靈大御神 昔日大八島剛…                             | 朱白葵   | 西田正义、稻叶友纪                    | 稻叶友纪           | 金庆镐、朴在石 李敬顺、李官雨、柳昇希                                    | 吉川佳织   | 6月28日       |
| 第12話 |          | 誠惶誠恐呼喚 御靈大御神 在這祭壇之上…                             | 朱白葵   | 前田基匡、稻叶友纪                    | 基仁志             | kanaka、杨彤诤、周婧、黄华                                               | 吉川佳织   | 7月5日        |

## 外部連結
- 神無き世界のカミサマ活動 - 原作:朱白あおい/漫画:半月板損傷 （页面存档备份，存于）
- 電視動畫官方網站 （页面存档备份，存于）（日語）
- 電視動畫的X（前Twitter）（日語）